# Idukki (ort)
Idukki är en ort i Indien.   Den ligger i distriktet Idukki och delstaten Kerala, i den södra delen av landet, 2 100 km söder om huvudstaden New Delhi. Idukki ligger 610 meter över havet och antalet invånare är 11 248.
Terrängen runt Idukki är huvudsakligen kuperad, men åt sydväst är den platt. Runt Idukki är det tätbefolkat, med 411 invånare per kvadratkilometer. I omgivningarna runt Idukki växer i huvudsak städsegrön lövskog.